# Chionanthus ligustrinus
Chionanthus ligustrinus är en syrenväxtart som först beskrevs av Olof Swartz, och fick sitt nu gällande namn av Christiaan Hendrik Persoon. Chionanthus ligustrinus ingår i släktet Chionanthus och familjen syrenväxter. Inga underarter finns listade i Catalogue of Life.